# HeeksCAD
 (août 2021).
HeeksCAD est un logiciel de CAO 3D à code ouvert.
HeeksCAD dispose de l'extension HeeksCNC qui permet de réaliser des programmes pour les Machines-outils à commande numérique.
HeeksCAD repose sur la bibliothèque OpenCascade.

### Autres logiciels du même type
- FreeCAD
- BRL-CAD